# Массовое убийство в университете Айовы
Массовое убийство в университете Айовы — массовое убийство, произошедшее в пятницу 1 ноября 1991 года. В результате инцидента погибло 6 человек, включая нападавшего, и ещё 2 человека получили ранения.

## Хронология
Утром в пятницу 1 ноября 1991 года 28-летний Лу Ган, бывший студент университета китайского происхождения, зашёл в одну из аудиторий, где на собрании преподавательского состава университета находилось 6 профессоров и 4 студента. В 14.59 минут он достал из пиджака револьвер и открыл беспорядочную стрельбу по преподавателям и студентам. На месте он убил 4-х преподавателей и ранил ещё троих человек (двух студентов и преподавателя), один из которых (студент) впоследствии скончался в больнице. После этого Лу Ган застрелился прямо в аудитории около 15.02.

## Мотивы, личность стрелка
28-летний китаец Лу Ган (кит.卢 刚) совершивший расстрел, был бывшим студентом университета, он получил диплом об окончании учебного заведения в мае 1991 года по направлениям физики и астрономии. С мая по ноябрь 1991 года он жил в Айова-сити и вынашивал планы мести. С июня по октябрь 1991 он отправил на телевидение пять писем, в которых рассказывал о планировании убийства. По его словам, он заслуживал большего. Он был обижен на нескольких преподавателей (двое из них погибли в ходе стрельбы) за то, что его диссертация не получила первого места в конкурсе на лучшую диссертацию по астрофизике. Призом были 2500 долларов, которые, по его мнению, помогли бы ему найти работу в университете. Исходя из этого, Лу Ган не ставил своей целью убить как можно больше людей, а хотел отомстить преподавателям, и студенты, получившие ранения или погибшие, были скорее случайными жертвами.